# Ryūsuke Ōtomo
Ryūsuke Ōtomo (japanisch 大友 竜輔 Ōtomo Ryūsuke; * 24. Mai 2000 in der Präfektur Akita) ist ein japanischer Fußballspieler.

## Karriere
Ryūsuke Ōtomo erlernte das Fußballspielen in der Jugendmannschaft des Zweitligisten Montedio Yamagata. Der Verein ist in der Präfektur Yamagata beheimatet. Hier unterschrieb er im Februar 2019 auch seinen ersten Profivertrag. Nachdem er 2019 bei Montedio nicht zum Einsatz gekommen war, wurde er Anfang 2020 an den Drittligisten Azul Claro Numazu nach Numazu ausgeliehen. Sein Drittligadebüt gab Ryūsuke Ōtomo am 21. März 2021 (2. Spieltag) im Heimspiel gegen den FC Imabari. Hier stand er in der Startelf und stand die kompletten 90 Minuten im Tor. Insgesamt stand er für Numazu zwanzig mal im Tor. Nach der Ausleihe kehrte er Anfang 2022 wieder nach Yamagata zurück.